# Sorió
Sorió és una pedania de Xàtiva d'origen romà, que en 2013 tenia 23 habitants (INE).
Situada enmig de l'horta de Xàtiva en el camí a la Llosa de Ranes, està formada per unes vint cases i té alcade pedani.

## Història
La seua església dedicada a la Mare de Déu de la Llet depèn actualment de la parròquia de la Llosa de Ranes. El 1335 va ser desmembrada de Xàtiva i es va convertir en rectoria de moriscs. Pertanyia als Sanç, i el 1609 tenia 20 focs de moriscs. Després passà a la jurisdicció del convent franciscà de Xàtiva. Fou agregat a Xàtiva el 1845.